# Affaire des cinq lieutenants
 (juin 2025).
Motif : évènement récent, pas d'indice d'une notoriété pérenne, pas de sources secondaires en faveur d'une répercussion durable dans la société turque
- Archive Wikiwix
- Bing
- Cairn
- DuckDuckGo
- E. Universalis
- Gallica
- Google
- G. Books
- G. News
- G. Scholar
- Persée
- Qwant
- (zh) Baidu
- (ru) Yandex
- (wd) trouver des œuvres sur Wikidata

| 1. | Préciser le motif de la pose du bandeau. | Précisez le motif de la pose du bandeau en utilisant la syntaxe suivante : {{admissibilité à vérifier\|date=juin 2025\|motif=remplacez ce texte par le motif}}                                    |
| 2. | Informer les utilisateurs concernés.     | Pensez à avertir le créateur de l'article, par exemple, en insérant le code ci-dessous sur sa page de discussion : {{subst:avertissement admissibilité à vérifier\|Affaire des cinq lieutenants}} |

L'affaire des cinq lieutenants est un incident politico-militaire survenu au cours de la cérémonie de remise des diplômes de l'Académie militaire turque, le 30 août 2024. Après la cérémonie officielle, certains lieutenants dégainent leurs épées et prêtent le « serment d'officier » en prononçant la devise suivante : « Nous sommes les soldats de Mustafa Kemal » (turc : Mustafa Kemal'in askerleriyiz)). 
Accusés de violation de la discipline, les cinq lieutenants sont déférés devant le Conseil supérieur de discipline et renvoyés des forces armées turques le 31 janvier 2025. Jouant sur un clivage profond en Turquie, cette affaire a eu de grandes répercussions dans le débat public.